# سراب هرسم (مقاطعة إسلام آباد غرب)
سراب هرسم (بالفارسية: سراب هرسم) هي مستوطنة تقع في قسم هرسم الريفي (مقاطعة إسلام آباد غرب) في إيران. يقدر عدد سكانها بـ 522 نسمة .